# Sobór Trójcy Świętej w Twerze
Sobór Trójcy Świętej – prawosławny parafialny sobór w Twerze, zwany od koloru zewnętrznych ścian „Białą Trójcą”. Najstarsza zachowana do naszych czasów kamienna cerkiew w tym mieście.
Fundatorem cerkwi był kupiec Gawriła Tuszinski. Sobór został poświęcony 15 sierpnia 1564, co potwierdza zachowana w nim tablica z informacją o wyświęceniu obiektu przez biskupa twerskiego Akakiusza, podająca datę uroczystości i fundatora świątyni.
Najprawdopodobniej w momencie wyświęcenia obiekt był znacznie skromniejszy niż współcześnie, zaś do rozbudowy do obecnych rozmiarów doszło w XVII stuleciu. W tym okresie powiększona została do siedmiu liczba kopuł położonych nad nawą; w początkowej fazie istnienia cerkwi sobór miał najprawdopodobniej co najwyżej trzy kopuły. W 1787 do głównej bryły obiektu dostawiono kaplicę św. Efrema Nowotorskiego, nad którą w 1812 wzniesiono dwukondygnacyjną dzwonnicę, w 1878 podwyższoną o jeszcze jedno piętro. W XIX wieku dobudowano również drugą kaplicę boczną – św. Tatiany Rzymianki i św. Arseniusza Twerskiego.
W okresie radzieckim „Biała Trójca” była jedyną cerkwią Tweru, która pozostawała czynna.
We wnętrzu budynku znajdują się trzy ołtarze: główny Trójcy Świętej oraz boczne Wprowadzenia Matki Bożej do Świątyni, św. Efrema Nowotorskiego, św. Arseniusza Twerskiego i św. Tatiany Rzymianki. Główny ikonostas pochodzi z XVIII w., podczas gdy freski we wnętrzu budynku wykonano etapami w XVIII i XIX stuleciu. Szczególnym obiektem kultu w cerkwi jest raka z relikwiami świętego mnicha Makarego Kalazińskiego.